# Korbyni Iwany
Korbyni Iwany (ukr. Корбині Івани) – wieś na Ukrainie, w obwodzie charkowskim, w rejonie bogoduchowskim, w hromadzie Bogoduchów. W 2001 liczyła 277 mieszkańców.